# Lionectes humicephalotus
Lionectes humicephalotus là một loài chân đều trong họ Munnopsidae. Loài này được Wilson miêu tả khoa học năm 1989.